# Список авиакомпаний Кипра

Список авиакомпаний Кипра, имеющих сертификат действующего эксплуатанта Управления безопасности гражданской авиации острова Кипр.
| Название       | Зона полётов  | Тип полётов | Начало полётов | Конец полётов | Изображение | ИАТА | ИКАО | Позывной |
| -------------- | ------------- | ----------- | -------------- | ------------- | ----------- | ---- | ---- | -------- |
| Cyprus Airways | международная | -           | 2018 г.        | -             |             | CY   | CYP  | CYPRUS   |
| Tus Airways    | международная | чартерная   | 2016 г.        | -             |             | U8   | CYF  | TUS AIR  |